# Šolochovskij rajon
Il Šolochovskij rajon, in russo Шолоховский район?, è un rajon dell'Oblast' di Rostov, nella Russia europea. Istituito nel 1924, il capoluogo è Vëšenskaja.